# Seseli junatovii
Seseli junatovii är en flockblommig växtart som beskrevs av V.M.Vinogr. Seseli junatovii ingår i släktet säfferötter, och familjen flockblommiga växter. Inga underarter finns listade i Catalogue of Life.